# Mychajło Krat
Mychajło Mykołajowycz Krat, ukr. Михайло Миколайович Крат (ur. 25 lipca?/6 sierpnia 1892 w Hadziaczu w guberni połtawskiej, zm. 8 sierpnia 1979 w Detroit) – ukraiński wojskowy (generał chorąży), szef sztabu i faktyczny dowódca 1 Dywizji Ukraińskiej Armii Narodowej pod koniec II wojny światowej.

## Życiorys
Ukończył Korpus Kadetów w Sankt Petersburgu i Pawłowską Szkołę Wojenną. Służył w armii rosyjskiej, dochodząc do stopnia pułkownika, dowódcy 93 pułku piechoty. Brał udział w I wojnie światowej. Po rewolucji ludowej i obaleniu caratu związał się z ukraińskimi środowiskami niepodległościowymi. Od sierpnia 1919 roku w stopniu podpułkownika był dowódcą 8 czarnomorskiego pułku 3 Żelaznej Dywizji Strzeleckiej w składzie Armii Ukraińskiej Republiki Ludowej. Uczestnik pierwszego pochodu zimowego (1919/20). Następnie objął funkcję szefa sztabu 1 Zaporoskiej Dywizji Strzelców. W 1920 roku został zastępcą dowódcy samodzielnego kinnogirskiego dywizjonu kawalerii. W listopadzie tego samego roku został, wraz z innymi żołnierzami Armii URL internowany w Polsce. Po opuszczeniu obozu pracował jako księgowy. Działacz ukraińskiej emigracji w Polsce, członek Ukraińskiego Towarzystwa Wojskowo-Historycznego. Bliski współpracownik gen. Pawła Szandruka.
W czasie okupacji niemieckiej w Polsce pracował w centrali spółdzielczości ukraińskiej w Chełmie. Pod koniec marca 1945 roku służył w sztabie tworzonej przez gen. Pawło Szandruka Ukraińskiej Armii Narodowej (UNA). Był przez niego mianowany na szefa sztabu 1 Dywizji UNA, formowanej głównie na bazie resztek 14 Dywizji Grenadierów SS i wyznaczony na jej dowódcę. Niemieckie dowództwo do końca wojny nie zgadzało się na tę nominację, choć Krat w końcu kwietnia faktycznie przejął dowodzenie jednostką. Po kapitulacji III Rzeszy trafił do niewoli alianckiej i został osadzony w obozie dla jeńców wojennych w Rimini we Włoszech. Był wówczas ukraińskim starostą obozu jenieckiego. Dzięki interwencji gen. P. Szandruka u gen. Władysława Andersa nie został wraz z innymi żołnierzami UNA wydany przez Brytyjczyków Sowietom, ale udał się na emigrację do Wielkiej Brytanii. W 1951 wyemigrował do USA. Był autorem wspomnień o historii 3 Żelaznej Dywizji Strzeleckiej. rząd Ukraińskiej Republiki Ludowej na emigracji awansował go do stopnia generała porucznika.
Odznaczony Orderem Świętego Jerzego IV klasy, Krzyżem Symona Petlury i Krzyżem Żelaznym URL.